# Лешев Тамак
Лешев Тамак — село в Сармановском районе Татарстана. Административный центр Лешев-Тамакского сельского поселения.

## География
Находится в восточной части Татарстана, на реке Мензеля, в 18 км к югу от районного центра — села Сарманово.

## История
Основано в XVII веке. В XVIII – первой половине XIX века жители относились к сословию государственных крестьян. Их основные занятия в этот период – земледелие и скотоводство.
В «Списке населенных мест по сведениям 1870 года», изданном в 1877 году, населённый пункт упомянут как деревня Лешев-Тамак 2-го стана Мензелинского уезда Уфимской губернии. Располагалась при речке Мензеле, по левую сторону коммерческого тракта из Бирска в Мамадыш, в 74 верстах от уездного города Мензелинска и в 6 верстах от становой квартиры в селе Александровское (Кармалы). В деревне, в 80 дворах жили 498 человек (230 мужчин и 268 женщин, татары), были мечеть, водяная мельница. Жители занимались земледелием, скотоводством.
По сведениям переписи 1897 года, в деревне Лешев-Тамак Мензелинского уезда Уфимской губернии жили 813 человек (410 мужчин и 403 женщины), из них 809 мусульман.
В начале XX века действовали мечеть (1916 г.), 3 мектеба. Земельный надел сельской общины составлял 1363,7 десятины.
До 1920 года село входило в Старо-Кашировскую волость Мензелинского уезда Уфимской губернии. С 1920 года в составе Мензелинского, с 1922 – Челнинского кантонов ТАССР. С 10 августа 1930 года в Сармановском районе.
В 1930 году в селе организован колхоз «12 Октябрь». В 1995–2002 годах коллективное предприятие им. М. Джалиля, в 2003–2005 годах сельскохозяйственный производственный кооператив им. М. Джалиля, с 2006 года агрофирма.

## Население
| 1870 | 1897 | 1913 | 1920 | 1926 | 1938 | 1949 | 1958 | 1970 | 1979 | 1989 | 2002 | 2010 | 2021 |
| ---- | ---- | ---- | ---- | ---- | ---- | ---- | ---- | ---- | ---- | ---- | ---- | ---- | ---- |
| 498  | 813  | 948  | 950  | 646  | 564  | 444  | 415  | 408  | 369  | 226  | 215  | 245  | 218  |

Национальный состав села — татары.

## Экономика
Жители преимущественно занимаются растениеводством, молочным животноводством.